# Вальбель
Вальбе́ль (фр. Valbelle, окс. Vaubèla) — коммуна во Франции, находится в регионе Прованс — Альпы — Лазурный Берег. Департамент коммуны — Альпы Верхнего Прованса. Входит в состав кантона Нуайе-сюр-Жаброн. Округ коммуны — Форкалькье.
Код INSEE коммуны — 04229.

## Население
Население коммуны на 2008 год составляло 235 человек.
| 1962 | 1968 | 1975 | 1982 | 1990 | 1999 | 2008 |
| ---- | ---- | ---- | ---- | ---- | ---- | ---- |
| 87   | 98   | 96   | 121  | 156  | 214  | 235  |

## Экономика
В 2007 году среди 146 человек в трудоспособном возрасте (15—64 лет) 105 были экономически активными, 41 — неактивными (показатель активности — 71,9 %, в 1999 году было 76,0 %). Из 105 активных работали 93 человека (58 мужчин и 35 женщин), безработных было 12 (1 мужчина и 11 женщин). Среди 41 неактивной 10 человек были учениками или студентами, 11 — пенсионерами, 20 были неактивными по другим причинам.

## Достопримечательности
- Руины башни (XIII век)
- Приходская церковь Сен-Совёр в романском стиле (XVII век)
- Часовня Сен-Пон
- Часовня Сент-Онора (XVII век)

## Города-побратимы
- Монтезегале (Италия), с 1999 года